# Jonski slog
Jonski slog ali jonski red je eden od treh slogov klasične arhitekture. Druga dva sta dorski slog in korintski slog, čeprav je korintski slog le različica jonskega.

## Zgodovina in razvoj
Grški dosežki v arhitekturi so ustvarili tri klasične arhitektonske sloge ali rede: dorskega, jonskega in korintskega. Dorski se po pravici imenuje osnovni slog, ker je starejši in jasno opredeljen, bolj kot jonski, ki se je razvil na egejskih otokih in maloazijski obali.
Jonski slog je nastal v 6. stoletju pr. n. št. v Joniji na jugozahodnem obalnem območju in otokih Male Azije, ki so jih naselili Jonci in kjer so govorili jonsko narečje grškega jezika. Jonski slog se je uporabljal v Grčiji v 5. st. pr. n. št. Prvi od mnogih jonskih templjev, ki je stal samo nekaj desetletij, preden je bil porušen v potresu, je bil Herin tempelj na Samosu, zgrajen okoli 570–560 pr. n. št., arhitekt je bil Rojkos. Dolgotrajnejši jonski tempelj iz 6. st. pr. n. št. je bil Artemidin tempelj v Efezu, ki je bil eden od sedmih čudes antičnega sveta.

## Jonski steber
Nastanek jonskega sloga razlagajo s potrebo, da se poleg dorskega stebra, ki simbolizira moč moškega telesa, utelesi tudi steber posnemanja gracioznosti in lepote ženskega telesa.
Jonci in Eolci so bili od mikenske dobe povezani s tradicijami antičnega Sredozemlja. Med selitvijo Dorcev so bili izrinjeni iz svojih starih naselbin in so do njih v maloazijsko-jonskem območju prodrli vplivi Vzhoda. V otočnem jonskem območju in na Atiki so se morali spoprijeti z načeli dorske arhitekture.
Atene so bile dovzetne za nov grški arhitekturni slog od sredine 5. st. pr. n. št. Najlepše ohranjeni primeri jonskega sloga so na Atenski akropoli.
Zgodnji razvoj tega sloga je le delno poznan; od velikih jonskih templjev, ki so bili v antični dobi zgrajeni na Samosu in v Efezu, je malo ohranjeno, v glavnem temelji. Jonski slog v pravem pomenu besede niti ni postal slog do klasičnega obdobja, pa še potem je bil mnogo bolj elastičen od dorskega.
Njegova najvpadljivejša značilnost je steber, ki se od dorskega ne razlikuje samo po trupu, ampak tudi po duhu. Počiva na kitasto profilirani lastni osnovi; trup je vitkejši, oženje in entaza sta manjša; kapitel se odlikuje z veliko dvojno voluto med ehinom in abakom.
Jonski steber je lahkotnejši in skladnejši od dorskega. Spominja na rastočo rastlino, na nekakšno palmino drevo, ki ni le domišljija, saj so predhodniki  sorodni jonskemu kapitelu, ki to potrjujejo (podobne najdemo v Egiptu, Sakari, kjer so našli polstebre v obliki papirusa z razširjenim kapitelom).
Jonski slog v racionalno določenem konstrukcijskem sistemu ponuja več možnosti za oblikovanje in kombiniranje elementov. Izbor se začne pri podkonstrukciji. Obhodne verande stojijo na krepidomu z 2–4 stopnjami na tleh z odprtim stebriščem ali na večplastni podkonstrukciji s stopnicami ali brez njih.
Tridelni stebri z bazo, trupom in kapiteli so v antični dobi sledili lokalnim tradicijam ali so bili različice osnovnega tipa.
Trup je postal vitek in visok (8–12 D) z rahlim zoženjem in entazo. Številne kanelure se na začetku dotikajo ostrih robov, pozneje se poglobijo in ločujejo z ozkimi črtami. Na začetku jih je bilo do 48, po vstavitvi črt pa le še 24, kar je dalo trupu elegantno silhueto, ki je vse bolj sledila spreminjanju svetlobe in sence.
Baza na dnu stebra ga povezuje s stilobatom. Pri zgodnjih stebrih otočnega jonskega območja je bil trup postavljen na gladko kamnito krožno ploščo (plinta). Pri velikih antičnih templjih steber prek lahne krivulje prehaja v fin obroč, ki je pogosto oblikovan kot astragal (antični ornament: votel profil, vrsta zrnc in okroglih ploščic) in organsko prehaja v vrat. Ta široko kanelirana zadebelitev optično ublaži pritisk trupa.
Resnično nosilni člen baze, spira, je sestavljen v obliki rahlo konkavnega kamnitega valja s številnimi kanelurami in črtami (Herej, Samos). Zelo razširjena je bila efeška oblika (Artemizij) s spreminjanjem dveh poglobitev trohil in tremi plitvimi izboklinami, od katerih spodnja leži neposredno na stilobatu ali plinti. S povezovanjem vratu, efeško spiro (del stebrne baze) in plinte se pojavi klasičen maloazijski tip baze. Atiško-jonska baza se mora za svojo enakomerno obliko zahvaliti tridelni razčlenitvi: vrat – trohil – vrat. Spremembe razmerja in različni modeli se lahko prilagodijo različnim vrstam stebrov.
Lezboški listnati kapiteli in eolski kapiteli z volutama iz najzgodnejšega obdobja kažejo orientalski vpliv. V primerjavi z eolskim oblikovanjem, ki hitro stagnira, se v jonskem območju iz različnih preoblikovanj in posameznih elementov ustvari končna tričlena oblika. Ehin z valovitim listnatim okrasom (kimation) prevzame krožni presek trupa stebra. Na njem počiva ploščata blazina, ki se na obe strani zvija v spiralne volute, ki so na blazino povezane z uvlečenim žlebom (kanalis), ki skupaj z oprogama daje dinamičnost voluti. Palmeta je prvotno stala pokončno med volutama, pozneje visi iz kotnih vložkov iznad ehina. Med blazino volute in arhitrava je vstavljen ploščat abak, okrašen z jonskim opaskom (profil z jajčevnikom, sidri in puščicami; okrasen pas s presekom četrt kroga; niz kot jajce zvitih oblik in puščic je poudarjen z igro sončeve svetlobe) ali lezboškim opaskom (različica z nizom srčastih listov vodne rastline; njihova konkavno-konveksna oblika v izmeni z ostrimi puščicami ustvari sliko prefinjenosti).
Pri antičnih kapitelih se volute v močnem loku zvijajo nad ehin. V klasični dobi se približujejo trupu stebra, ki istočasno izgubi svojo pretirano vitkost. Klasična razmerja v celoti ustvarjajo obliko čvrstejše podpore. Normalna oblika kapitela na vogalu templja se sreča z zahtevo po vsestransko enakomernem oblikovanju (jonski vogalni konflikt). Volute, ki se na vogalu srečajo pod pravim kotom, so posebne oblike in se stikajo v diagonalnem vogalu.
Med posebne oblike jonskega kapitela spadajo kapiteli pilastrov Apolonovega templja v Didimi.
Kapiteli pilastrov Apolonovega templja v Didimi ne samo da nosijo zaključni venec zidu tempeljskega dvorišča, ampak istočasno razčlenjujejo tudi figuralni friz, ki teče pod njim. Pri tej obliki kapitela teče nad astragalom trak, okrašen z rozetami in luskami, ki se na vogalih hitro zvijejo v volute. Na tenkem abaku vdolbitev prehaja v jonski opasek. V srednjem trapezoidnem polju kapitela se spiralno zvijajo vitice akantovih listov, ki v sredini objemajo abak.
Ogredje je na zunaj ohranilo lahkotnost lesene gradnje. Pri arhitravu je vodoravna razčlenitev na tri rahlo izpostavljene trakove (fascije) prikrita s težo kamnitih blokov. V maloazijski inačici arhitrav nosi gost niz lahkih glav nosilcev, nazobčan okras (denticuli), ki verjetno izhaja z likijskih lesenih streh. Jonski opasek omogoča eleganten prehod med njim in arhitravom. Zaključek se sestoji iz sime, zvite v S-obliki, okrašene z viticami in levjimi glavami. Namesto njih je na nekaterih templjih niz palmet.
Jonska otoška atiška različica namesto nazobčanega okrasa vstavi reliefni friz z neprekinjenim plastičnim prikazom. Pri nekaterih zgradbah se pojavlja  kombinacija frizov s skulpturami ali ornamentom z zobčastim okrasom.
Pri jonskih templjih pri velikih kompleksih pogosto manjka trikotno čelo. V tem primeru se zgradba z vseh strani zaključi z močno izpostavljenim zaključnim vencem.
Prve zgradbe so bile zgrajene pred 7. st. pr. n. št., svoj razcvet v kamnu pa so doživele v zadnjih desetletjih 5. st. pr. n. št.

## Jonski tempelj
V predklasični dobi so bile edine jonske zgradbe na grški celini majhne zakladnice, ki so jih grški otočani gradili v Delfih v svojem lokalnem slogu. Tako so atenski arhitekti, ki so prevzeli jonski slog okoli 450 pr. n. št., menili, da je to primerno samo za majhne templje enostavne oblike. Taka zgradba je tempelj Atene Nike na južni strani Propilej, zgrajen okoli 427–424 pr. n. št. Večji in kompleksnejši je Erehtejon na severni strani Akropole nasproti Partenona. 
V tlorisu so jonski templji dipter, ki imajo dvojno kolonado stebrov.
- Arhajski grški jonski kapitel v Nordisk familjebok, 1910
- Jonski kapitel pri Prieni
- Scamozzijevi jonski kapiteli na portiku gradu Coole
- Jonski kapiteli na Western and Southern Life Insurance building, Cincinnati, Ohio
- Detajl jonskega stebra
- Univerza v Oslu

## Jonske zgradbe
- tretji Herin tempelj na Samosu
- četrti Herin tempelj na Samosu
- Apolonov tempelj v Didimi
- Artemidin tempelj v Efezu
- Sifnijska zakladnica v Delfih
- Masilijska zakladnica v Delfih
- tempelj Atene v Egini
- Erehtejon
- Propileje
- tempelj Atene Nike
- tempelj Atene Palade v Prieni
- Cerina bazilika in tempelj v Paestumu

Največ ohranjenih jonskih zgradb je na Atenski akropoli. Propileje so bogato razčlenjene in namenjene pogledom ob vzponu, v njih se spajajo dorski elementi z jonskimi in so izvrsten uvod v celoten kompleks Akropole. Ob njih je majhen tempelj Atene Nike, sijajen primer jonskega sloga. Erehtejon je celovitejši od Nikinega, ker mora združiti v celoto več točk različne višine; je v jonskem slogu in vsebuje nov element v majhni loži, ki jo podpira šest kipov kariatid, ki s svojo ljubkostjo razbijajo svečano strogost.